# Emmanuel Pierrat
Pour les articles homonymes, voir Pierrat.
Emmanuel Pierrat, né le 23 août 1968 à Nogent-sur-Marne est un écrivain polygraphe et avocat français.

## Biographie

### Famille, jeunesse et études
Son père vosgien est parachutiste et policier et sa mère bretonne est laborantine,, Emmanuel Pierrat naît le 23 août 1968 à Nogent-sur-Marne et grandit à Pantin. Il a un frère, le journaliste et écrivain Jérôme Pierrat.

### Carrière d'avocat
Avocat au barreau de Paris depuis 1993, Emmanuel Pierrat fonde, en 2003, le cabinet d'avocats Pierrat & Associés[réf. souhaitée]
En tant que juriste, Emmanuel Pierrat enseigne le droit à l'université Paris 13 (1998-2008), au Centre de formation et de perfectionnement des journalistes (CFP) (1998-2010), au Centre de conseil et de formation professionnelle (CECOFOP) (1997-2004), à l’École nationale des arts décoratifs (1998-2010), à l’École nationale des Gobelins (2004-2013), à l’Institut national de la formation de la librairie (INFL) (2005-2012).
Comme avocat, il défend Sandrine Bertaux en 2002, qui a porté plainte pour harcèlement sexuel contre le démographe et historien Hervé Le Bras. L'affaire se termine par une ordonnance de non-lieu.
Il gagne le procès de Michel Houellebecq en 2002 pour ses propos sur l'Islam dans Lire en 2001. Il assure aussi la défense du propriétaire du nom de domaine Jeboycottedanone.com dans la procédure lancée par Danone, dossier qu'il perd.
Il défend en 2016 le député Denis Baupin, accusé d'agressions sexuelles et de harcèlement sexuel par quatre femmes. Il demande, sans succès, que l'enquête ne soit pas publiée. Emmanuel Pierrat est chargé par son client de poursuivre les auteures de témoignages, Mediapart et Europe 1 pour « diffamation » ; finalement, son client est condamné pour « procédure abusive » en avril 2019.
En 2019, il défend les parents et le frère de Yann Moix dans l’affaire les opposant à ce dernier. Celle-ci concerne les allégations portées dans son livre Orléans. Il est également le défenseur d’Édouard Louis, à la suite de la publication de son livre Histoire de la violence.
Emmanuel Pierrat intervient également dans le domaine de la propriété littéraire et artistique. En 2016, il représente Bill Pallot, accusé de faux au détriment du château de Versailles.
Dans le milieu de l’édition musicale, il défend le chanteur Stephan Eicher face au producteur Universal.
Il assiste et conseille plusieurs écrivains tels que Guillaume Musso et Anna Gavalda.
Connu pour son engagement en faveur du mariage homosexuel,[réf. nécessaire] il a été défenseur des mariés de Bègles.
En 2016, il représente trois militants qui assignent le Parti socialiste afin que soient organisées des primaires pour désigner un candidat à la présidentielle.
En juin 2020, le journaliste Jean-Pierre Thibaudat le contacte et lui remet les manuscrits inédits de Louis-Ferdinand Céline. L'avocat contacte les ayants-droit, dont son confrère et ami François Gibault. Mais ce dernier et la cohéritière de Louis-Ferdinand Céline portent plainte pour recel. Le journaliste et l'avocat sont auditionnés par l'Office central de lutte contre le trafic des biens culturels à qui ils remettent les manuscrits sans la transcription établie par Jean-Pierre Thibaudat. La plainte est classée sans suite à l'été 2021. Entre-temps, pour éviter leur disparition, le journaliste et l'avocat révèlent au journaliste Jérôme Dupuis, travaillant pour le journal Le Monde, l'existence de ces manuscrits en août 2021,,,,.
Son cabinet est placé le 10 novembre 2022 en redressement judiciaire, après avoir été déclaré en cessation de paiements le 4 novembre. Le redressement est converti en liquidation judiciaire le 5 janvier 2023, en raison de l'importance des difficultés financières. Emmanuel Pierrat a par ailleurs ouvert une nouvelle structure, Pierrat Avocats, le 26 décembre précédent.

### Éditeur, auteur, chroniqueur, acteur
Emmanuel Pierrat est aussi romancier, traducteur, essayiste.
En tant qu'éditeur, il est cofondateur, en 2004, des Éditions Privé (avec deux associés Guy Birenbaum et Pierre-Louis Rozynès) et Cartouche (avec Léo Scheer), société dissoute en 2011.
Il a été aussi directeur de la collection « L'Enfer » chez Arléa, Blanche puis Flammarion.
Il a écrit plusieurs essais sur la culture, la justice ou encore la censure, et en particulier La Guerre des copyrights (Fayard, 2006), Antimanuel de droit (Bréal, 2007), La Justice pour les nuls (First, 2007, 2013, 2020), Le Livre noir de la censure (2008), La Liberté sans expression ? Jusqu’où peut-on dire, écrire, dessiner (Flammarion, 2015), Nouvelles morales, nouvelles censures (Gallimard, 2018).
En 2014, il joue dans la pièce d'Éric Vigner adaptée du procès Brâncuși, Brâncuşi contre les États-Unis, au musée d'Art moderne de la ville de Paris.
En 2015, il tient son propre rôle dans Voyage en post-histoire, long-métrage de Vincent Dieutre.
Emmanuel Pierrat est secrétaire général de l'Association Pierre Guyotat.

### Décoration
- Chevalier de l'ordre des Arts et des Lettres[40]

## Affaires judiciaires

### PEN Club français
Il est évincé de la présidence du PEN Club français en 2020, suspecté d’abus de confiance à la suite d’une plainte de cette institution. Un avis de classement sans suite est rendu par le procureur de la République. Le magazine Livres Hebdo constate : « Le tribunal judiciaire de Paris indique que la procédure lancée en janvier dernier contre Maître Emmanuel Pierrat, collaborateur à Livres Hebdo, ne justifie pas de poursuite pénale. »
Outre des irrégularités comptables, le PEN Club français lui a reproché un comportement agressif contre des membres de l’association, des agissements contraires à la loyauté et la bonne foi et une violation des décisions du comité directeur. Il a répondu à ces accusations ; Libération et ActuaLitté ont publié son droit de réponse. Il a indiqué notamment avoir porté plainte dès juillet 2020 pour diffamation et chantage. En parallèle, Pierrat entame deux procédures contre ActuaLitté, dont l'une pour diffamation ; le plaignant réclame 10 000 € « pour le préjudice professionnel et moral » causé par l'article. En novembre 2021, le tribunal de Nanterre annule cette seconde assignation et condamne Pierrat à « verser 2000 € — respectivement pour ActuaLitté et le directeur de la publication, Nicolas Gary — ainsi qu’aux dépens ».

### Aux prud’hommes
En avril 2022, Libération rapporte que Pierrat est condamné par le conseil de prud’hommes de Creil pour « travail dissimulé » et « licenciement sans cause réelle et sérieuse » après avoir congédié, en mars 2020, la gardienne de l'immeuble qu'il chargeait de l'entretien de son domicile dans le quartier de Port-Royal.

### Interdiction d'exercice pour harcèlement à l'égard de collaborateurs
En 2021, le journal Libération publie une enquête au sujet d'Emmanuel Pierrat résultant d'entretiens avec une vingtaine de ses anciens collaborateurs. L'article décrit une ambiance de terreur régnant dans son cabinet et pointe l'inefficacité et les difficultés financières qui en résultent. Selon le journal, Pierrat invective de façon permanente ses collaborateurs et stagiaires. Le journal explique aussi qu'il n'aurait pas écrit seul ses cent ouvrages, tout en ne créditant pas ses collaborateurs qui ont rédigé parfois des chapitres entiers. Pierrat nie ce dernier point, de même que l'information selon laquelle l'une de ses anciennes assistantes personnelles aurait tenté de se suicider dans les locaux de son cabinet. Le 24 février 2021, Libération publie son droit de réponse.
À la suite de l’article de Libération et du droit de réponse de Pierrat, l’Ordre des avocats de Paris ouvre une enquête déontologique sur les conditions d’exercice professionnel dans son cabinet,. En juillet 2022, le conseil de l'ordre des avocats de Paris prononce une sanction de neuf mois, dont deux fermes, d'interdiction temporaire d'exercice en raison de harcèlement ; la bâtonnière des avocats de Paris annonce que Pierrat a l'intention de faire appel.
En 2023, la sanction est alourdie par la cour d’appel et portée à dix huit mois d'interdiction d'exercice, dont six avec sursis,.
En avril 2024, il est visé par une enquête préliminaire, ouverte par le parquet de Paris, du chef de harcèlement moral. En avril 2025, il est entendu par la brigade de répression de la délinquance aux personnes sous le régime de la garde à vue.

## Publications

### Fictions et récits
- 2002 : Histoire d'eaux, Paris, éd. Le Dilettante, 2001, 85 p. (ISBN 978-2-84263-051-5 et 2-84263-051-3), rééd. Pocket, 2004  (ISBN 9782266125543), Libra Diffusio, 2004  (ISBN 978-2844921390)
- 2003 :
  - La Course au tigre, Paris, éd. Le Dilettante, 2003, 149 p. (ISBN 978-2-84263-070-6 et 2-84263-070-X), rééd. Pocket, 2005  (ISBN 978-2266138048)
  - Le Sexe, Paris, La Découverte (direction d'ouvrage), coll. « Les Français peints par eux-mêmes », 2003, 132 p. (ISBN 978-2-7071-3843-9 et 2-7071-3843-6), rééd. Pocket, 2006  (ISBN 2-266-15038-3)
- 2004 : L'Industrie du sexe et du poisson pané, Paris, éd. Le Dilettante, 2003, 181 p. (ISBN 978-2-84263-083-6 et 2-84263-083-1)
- 2005 : Les Dix Gros Blancs : roman, Paris, Fayard, 2005, 206 p. (ISBN 978-2-213-62224-8 et 2-213-62224-8), rééd. Pocket, 2007  (ISBN 978-2266159647)
- 2006 : Fin de pistes, Paris, Éditions Léo Scheer, 203 p. (ISBN 978-2-7561-0040-1 et 2-7561-0040-4)
- 2008 : Troublé de l'éveil : récit, Paris, Fayard, 185 p. (ISBN 978-2-213-63524-8), rééd. Éditions des Femmes/ Bibliothèque des voix, 2009  (EAN 3328140021189)
- 2010 :
  - Maître de soi : récit, Paris, Fayard, 245 p. (ISBN 978-2-213-63865-2)
  - Une maîtresse de trop : roman, Paris, Biro Éditeur, 103 p. (ISBN 978-2-35119-070-8)
  - L'Editrice, Paris, Hors collection, L'instant érotique, 182 p. (ISBN 978-2-258-08448-3)
  - Maître Nemo largue les amarres, Paris, L'Une & L'Autre, 31 p. (ISBN 978-2-35729-044-0)
- 2012 :
  - Qui a tué Mathusalem ?, en collab. avec Jérôme Pierrat, Paris, Denoël, 208 p.  (ISBN 978-2-207-26134-7)
  - La Féticheuse, Paris, Atelier in-8, 24 p. (ISBN 978-2-36224-025-6)
- 2015 : Le Procès du dragon, Paris, Le Passage, 160 p.  (ISBN 9782847422566)
- 2016 : La Vie sexuelle des aventuriers, Paris, Éditions du Trésor, 160 p.  (ISBN 979-10-91534-27-7)
- 2019 : L'Omnivore, Paris, Flammarion, 192 p.  (ISBN 978-2081446229)
- 2021 :
  - Ernestine ou la Justice (en collaboration avec Joseph Vebret, Les Escales
  - Fou Ballant trompe la mort, Flammarion

### Essais
- 1996 : Le Sexe et la Loi, Paris, Arléa  (ISBN 2-86959-281-7), rééd. 2002, 2008, 2015, La Musardine, coll. « L'attrape-corps », 232 p.  (ISBN 978-2-84271-384-3), édition revue et augmentée, 2019, La Musardine, 288 p.  (ISBN 978-2364905177)
- 2002 : La Culture quand même, En collab. avec Patrick Bloche et Marc Gauchée, Paris, Mille et une nuits, 2002, 156 p. (ISBN 978-2-84205-675-9 et 2-84205-675-2, BNF 38885523)
- 2003 : L'Édition en procès, En collab. avec Sylvain Goudemare, Paris, Éditions Léo Scheer, coll. « Documents », 194 p. (ISBN 978-2-914172-81-3)
- 2004 :
  - Le Bonheur de vivre en enfer, Paris, Maren Sell Éditeurs, 2004, 125 p. (ISBN 978-2-35004-006-6)
  - Lettres galantes de Mozart, En collab. avec Patrick de Sinety, Paris, Flammarion, 2004, 198 p. (ISBN 978-2-08-068788-3)
- 2005 : Pirateries intellectuelles, Paris, Sens & Tonka
- 2006 : La Guerre des copyrights, Paris, Éditions Fayard, 306 p. (ISBN 978-2-213-62798-4)
- 2007 :
  - La Justice pour les nuls, Co-rédaction et direction d’ouvrage, en collab. avec Sophie Viaris de Lesegno, Magaly Lhotel et Guillaume Sauvage, Paris, First, rééd. 2013, rééd. 2020, 307 p. (ISBN 978-2-7540-0553-1)
  - Brèves de prétoire : Perles de tribunaux, vol. 1, Paris, Chiflet & Cie, 120 p. (ISBN 978-2-35164-016-6)
- 2008 :
  - Nouvelles Brèves de prétoire : Perles de tribunaux, vol. 2, Paris, Chiflet & Cie, 116 p. (ISBN 978-2-35164-059-3)
  - Museum Connection : Enquête sur le pillage de nos musées, En collab. avec Jean-Marie de Silguy, Paris, First, 231 p. (ISBN 978-2-7540-0891-4)
  - Le Sens de la défense, En collab. avec Jeanne-Marie Sens, Paris, L'Une & L'Autre, 282 p. (ISBN 978-2-7540-0705-4)
  - Le Livre noir de la censure, Co-rédaction et direction d'ouvrage, Paris, Le Seuil, Prix Tartuffe, 347 p. (ISBN 978-2-286-04272-1)
- 2009 : Les Grandes Énigmes de la Justice, Paris, First, 282 p. (ISBN 978-2-7540-0705-4)
- 2010 :
  - Accusés Baudelaire, Flaubert, levez-vous ! : Napoléon III censure les Lettres, Bruxelles, Paris, André Versaille éditeur, 219 p. (ISBN 978-2-87495-069-8)
  - Familles, je vous hais : les héritiers d'auteurs, Paris, Éditions Hoëbeke, 2010, 298 p. (ISBN 978-2-84230-368-6)
- 2011 :
  - La Collectionnite, Paris, Éditions Le Passage, 149 p. (ISBN 978-2-84742-165-1)
  - Les Veuves abusives d'Anatole de Monzie, édition critique, Paris, Grasset, Les Cahiers rouges, 182 p.  (ISBN 9782246784432)
  - Faut-il rendre les œuvres d'art ?, Paris, CNRS éditions, 2011, 123 p. (ISBN 978-2-271-07227-6)
- 2012 :
  - Comme un seul homme, droit, genre, sexe et politique, Paris, Galaade, 82 p. (ISBN 978-2-35176-149-6)
  - Aimer lire, une passion à partager, Paris, Du Mesnil, 2012, 138 p. (ISBN 978-2-36534-003-8)
- 2013 :
  - Paris, ville érotique. Une histoire du sexe à Paris, Paris, Parigramme, 199 p. (ISBN 978-2-84096-675-3)
  - Les Lorettes : Paris, capitale mondiale des plaisirs au XIXe siècle, Paris, Le Passage, 446 p. (ISBN 978-2-84742-283-2)
  - La Famille d’aujourd’hui pour les nuls, En collab. avec Julien Fournier et Sophie Viaris de Lesegno, Paris, First, 166 p. (ISBN 978-2-7540-5280-1)
- 2014 :
  - Les Arts premiers pour les nuls, Paris, First, 384 p. (ISBN 978-2-7540-1766-4)
- 2015 :
  - Les Brèves de prétoire, l’intégrale, Paris, Chiflet & Cie, 190 p.  (ISBN 978-2351642245)
  - La Liberté sans expression ? Jusqu'où peut-on tout dire, écrire, dessiner ?, Paris, Flammarion, 152 p.  (ISBN 978-2-08-136412-7)
  - Les Symboles pour les nuls, Paris, First, 400 p.  (ISBN 978-2754059183)
- 2016 :
  - Jean-Jacques Pauvert, l’éditeur en liberté, Paris, Calmann-Lévy, 264 p.  (ISBN 9782702158043)
  - Plus grand que grand. Une histoire insolite du culte de la personnalité, Paris, Vuibert, 224 p.  (ISBN 978-2311100778)
  - Dieu, les religions et les francs-maçons, Paris, First Éditions, 302 p.  (ISBN 2-7540-7050-8)
- 2017 :
  - L’Érotisme pour les nuls, Paris, First, 400 p.  (ISBN 978-2754089357)
  - Stars à la barre, Paris, Prisma.
- 2018 :
  - Nouvelles morales, nouvelles censures, Paris, Gallimard, 176 p.  (ISBN 9782072801785)
  - Le Grand Livre de la censure, Paris, Plon, 336 p.  (ISBN 978-2259265003)
  - Défrayer la chronique. « Omar m’a tuer » : l’affaire Raddad, 1994, suivi de « Il pleure, il pleure ! » : l’affaire Troppman, 1869, Paris, Points, 44 p.  (ISBN 978-2-7578-7198-0)
  - Raconter la grande histoire, « J’accuse » : l’affaire Dreyfus, 1894, suivi de « Surtout ne confiez pas les enfants à la préfecture » : l’affaire Papon, 1997, Paris, Points, 60 p.  (ISBN 978-2-7578-7199-7)
  - Politiser la justice, « Juger Mai-68 », suivi de « J’ai choisi la liberté » : l’affaire Kravchenko, 1949, Paris, Points, 48 p.  (ISBN 2757872001)
  - « Ils ne savent pas tirer » : l’affaire du Petit-Clamart – 1963, suivi de « On aime trop l’argent » : l’affaire Stavisky – 1935, Paris, Points, 46 p.  (ISBN 978-2-7578-7170-6)
  - « Elles sont ma famille. Elles sont mon combat » : l’affaire de Bobigny – 1972, suivi de « Vous avez trouvé 11,9 mg d’arsenic » : l’affaire Besnard – 1952, Paris, Points, 46 p.  (ISBN 978-2-7578-7169-0)
  - « Vous injuriez une innocente » : l’affaire Grégory – 1984, suivi de « Si Violette a menti » : l’affaire Nozière – 1934, Paris, Points, 46 p.  (ISBN 9782757871683)
  - Pierre Simon, médecin d’exception. Du combat pour les femmes au droit de mourir dans la dignité, Paris, Don Quichotte, 336 p.  (ISBN 2359496190)
  - La France des vaincus passe à la barre, Paris, First, 400 p.  (ISBN 2412026904)
- 2019 :
  - « On veut ma tête, j'aimerais en avoir plusieurs à vous offrir » : L'affaire Landru, 1921, suivi de « Nous voulons des preuves » : L'affaire Dominici, 1954, Paris, Points, 48 p.  (ISBN 978-2757873007)
  - « Totalement amoral » : L'affaire du Dr Petiot, 1946, suivi de « Vive la France, quand même ! » : L'affaire Brasillach, 1945, Paris, Points, 48 p.  (ISBN 978-2757873014)
  - « Les excuses de l'institution judiciaire » : L'affaire d'Outreau, 2004, suivi de « Je désire la mort » : L'affaire Buffet-Bontems, 1972, Paris, Points, 48 p. (ISBN 978-2757872994)
  - Les Secrets de l'affaire « J'accuse », Paris, Calmann Lévy, 336 p.
  - Le Tribunal de la Terreur, Paris, Fayard, 2020, 330 p. (ISBN 978-2-213-71033-4)
  - Faut-il rendre des oeuvres d'art à l'Afrique ?, Paris, Gallimard, 2019, 288 p. (ISBN 978-2-07-285755-3)
- 2020 :
  - L'auteur, ses droits et ses devoirs, Gallimard, 2020 (ISBN 978-2-07-281909-4)
  - Je crois en l'athéisme, Paris, éditions du Cerf, 2020, 204 p.
  - Vos droits et vos devoirs, Folio, 2020
  - 2022 :
  - Les Nouveaux Justiciers. Réflexions sur la Cancel Culture, Bouquins, 2022
  - Je parle aux fétiches, en collaboration avec Philippe Bouret, La Rumeur, 2022

### Livres illustrés et livres d'art
- 2007 :
  - Antimanuel de droit, Paris, Éditions Bréal, 405 p. (ISBN 978-2-7495-0631-9)
  - Le Livre des livres érotiques, Paris, Éditions du Chêne, 223 p. (ISBN 978-2-84277-704-3)
- 2008 :
  - Comprendre l'art africain, Paris, Éditions du Chêne, 310 p. (ISBN 978-2-84277-899-6)
  - Une idée érotique par jour, Paris, Éditions du Chêne, 365 p. (ISBN 978-2-84277-889-7)
  - Pommes libertines, En collab. avec Richard Conte, Paris, Bernard Pascuito Éditeur, 89 p. (ISBN 978-2-35085-044-3)[54]
- 2010 : 100 livres censurés, Paris, Éditions du Chêne, 2010, 191 p. (ISBN 978-2-8123-0277-0)
- 2011 :
  - Les Nouveaux Cabinets de curiosités, Paris, Les Beaux Jours, 2011, 187 p. (ISBN 978-2-35179-100-4)
  - 100 images qui ont fait scandale, Paris, Hoëbeke, 2011, 173 p. (ISBN 978-2-84230-425-6)
- 2012 : 100 Œuvres d’art censurées, Paris, Chêne, 208 p.  (ISBN 978-2812304491)
- 2013 : Le Phallus, Alain Danielou, édition critique, Paris, La Demeure du Labyrinthe
- 2014 :
  - Il était une fois Peau d’âne, en collab. avec Rosalie Varda-Demy, Paris, La Martinière, 304 p.  (ISBN 978-2732464862) ; édition augmentée, La Martinière, 276 p., 2020; Prix Simone Goldschmidt-Fondation de France et Grand prix de la Nuit du livre
  - 100 chansons censurées, en collab. avec Aurélie Sfez, Paris, Hoëbeke, 192 p.  (ISBN 978-2842305178)
- 2015 :
  - Les Mots qui font mâle. Petit lexique littéraire et poétique du sexe masculin, En collab. avec Jean Feixas, Paris, Éditions Hoëbeke, 192 p. (ISBN 978-2-84230-522-2)
  - Les Grands Procès de l'Histoire, Paris, La Martinière, 176 p., Prix du Livre du patrimoine  (ISBN 978-2-7324-5071-1)
  - Barbes et Moustaches, en collab. avec Jean Feixas, Paris, Hoëbeke, 168 p.  (ISBN 9782842305376)
- 2016 :
  - Le Droit d’auteur, en collab. avec Fabrice Neaud, Bruxelles, éd. Le Lombard (La petite bédéthèque des savoirs), 80 p. (ISBN 978-2803636372)
  - Moi, Maître Emmanuel Pierrat, avocat à la cour, en collab. avec Hédi Benyounes, Paris, Glénat jeunesse, 120 p. (ISBN 9782344015216)
  - 100 infographies pour déchiffrer la justice, Paris, La Martinière, 160 p.  (ISBN 9782732475349)
  - Les Femmes et la Justice, Femmes avocates, femmes magistrates et femmes criminelles, Paris, La Martinière, 176 p.  (ISBN 978-2-7324-8003-9)
- 2017 :
  - Pièces à conviction, en collab. avec Jérôme Pierrat, illustrations d'Aleksi Cavaillez, Paris, La Martinière, 240 p.  (ISBN 9782732482217)
  - Les Petits Cheveux. Histoire non convenue de la pilosité féminine, en collab. avec Jean Feixas, Paris, La Musardine, 224 p.  (ISBN 978-2842719968)
- 2018 : Dernières volontés, Paris, La Martinière, 216 p.  (ISBN 9782732488851)
- 2019 : Collections, Collectionneurs, Paris, La Martinière, 2019, 255 p. (ISBN 978-2-7324-8679-6)
- 2020 : Procès de sang, Géo Histoire, 224 p.
- 2021 : Censurés. Interdire, indexer, surveiller, Édition Institut mémoires de l'édition contemporaine

### Ouvrages sur la franc-maçonnerie
- 2009 : Le Paris des francs-maçons, En collab. avec Laurent Kupferman, Paris, Le Cherche Midi, coll. « Documents », rééd. 2013, 178 (ISBN 978-2-35729-001-3)
- 2011 : Les Grands Textes de la franc-maçonnerie décryptés, En collab. avec Laurent Kupferman, Paris, First, 2011, 482 p. (ISBN 978-2-7540-1982-8)
- 2012 : Ce que la France doit aux francs-maçons : et ce qu'elle ne doit pas, En collab. avec Laurent Kupferman, Paris, First, 2012, 284 p. (ISBN 978-2-7540-3221-6)
- 2013 : Les Secrets de la franc-maçonnerie, Paris, Vuibert, 2013, 226 p. (ISBN 978-2-311-00765-7)
- 2016 :
  - Les Francs-maçons sous l'Occupation. Entre résistance et collaboration, Paris, Albin Michel, 2016, 368 p.  (ISBN 978-2226320049), rééd. Le Grand Livre du Mois, 2016
  - Dieu, les religions et les francs-maçons, Paris, First, 320 p.  (ISBN 978-2754070508)
- 2017 : Les Francs-maçons et le pouvoir, Paris, First, 320 p.  (ISBN 978-2754070515)
- 2019 : Les Francs-maçons et les rois de France : relations secrètes et méconnues (ISBN 979-10-242-0533-5, OCLC 1122826472).

### Ouvrages juridiques
- 1995 : Guide du droit d'auteur à l'usage des éditeurs, Paris, Éditions du Cercle de la librairie, 190 p. (ISBN 978-2-7654-0576-4)
- 1998 : Le Droit d’auteur et l’édition, Paris, Éditions du Cercle de la librairie, 1998, rééd. 2005 et 2013, 498 p.  (ISBN 978-2-7654-1385-1)
- 2000 : Le Droit de l'édition appliqué : Chroniques juridiques de Livres Hebdo, vol. 1, Paris, Éditions du Cercle de la librairie, coll. « Droit du Livre », 256 p. (ISBN 978-2-7654-0783-6)
- 2001 :
  - Reproduction interdite, Paris, Éditions Maxima, 2002, 236 p. (ISBN 978-2-84001-287-0)
  - Le Droit du livre, Paris, Éditions du Cercle de la librairie, rééd. 2005 et 2013, 370 p.  (ISBN 978-2765409137)
- 2002 : Le Droit de l'édition appliqué : Chroniques juridiques de Livres Hebdo, vol. 2, Paris, Éditions du Cercle de la librairie, coll. « Droit du Livre », 158 p. (ISBN 978-2-7654-0838-3)
- 2011 : Les Contrats de l'édition, Paris, Éditions du Cercle de la librairie, uniquement disponible sur support numérique
- 2016 : Le Guide du jeune avocat, Paris, LexisNexis, 958 p.  (ISBN 978-2711026500)
- 2018 : Code de la liberté d'expression. Textes et jurisprudences, en collab. avec Vincent Ohannessian, Paris, Anne Rideau Éditions, 446 p.  (ISBN 978-2-37028-020-6)
- 2019 : Trois minutes pour comprendre la Justice, Le Courrier du Livre, 2019, 227 p.
- 2021 : Auteurs, vos droits et vos devoirs, Folio inédit
- 2021 : Dictionnaire du monde judiciaire (direction d'ouvrage), coll. « Bouquins »